# 希臘羅馬密教
另請參閱西洋密意主義，現代“秘密宗教”在西方文化領域中的發展。

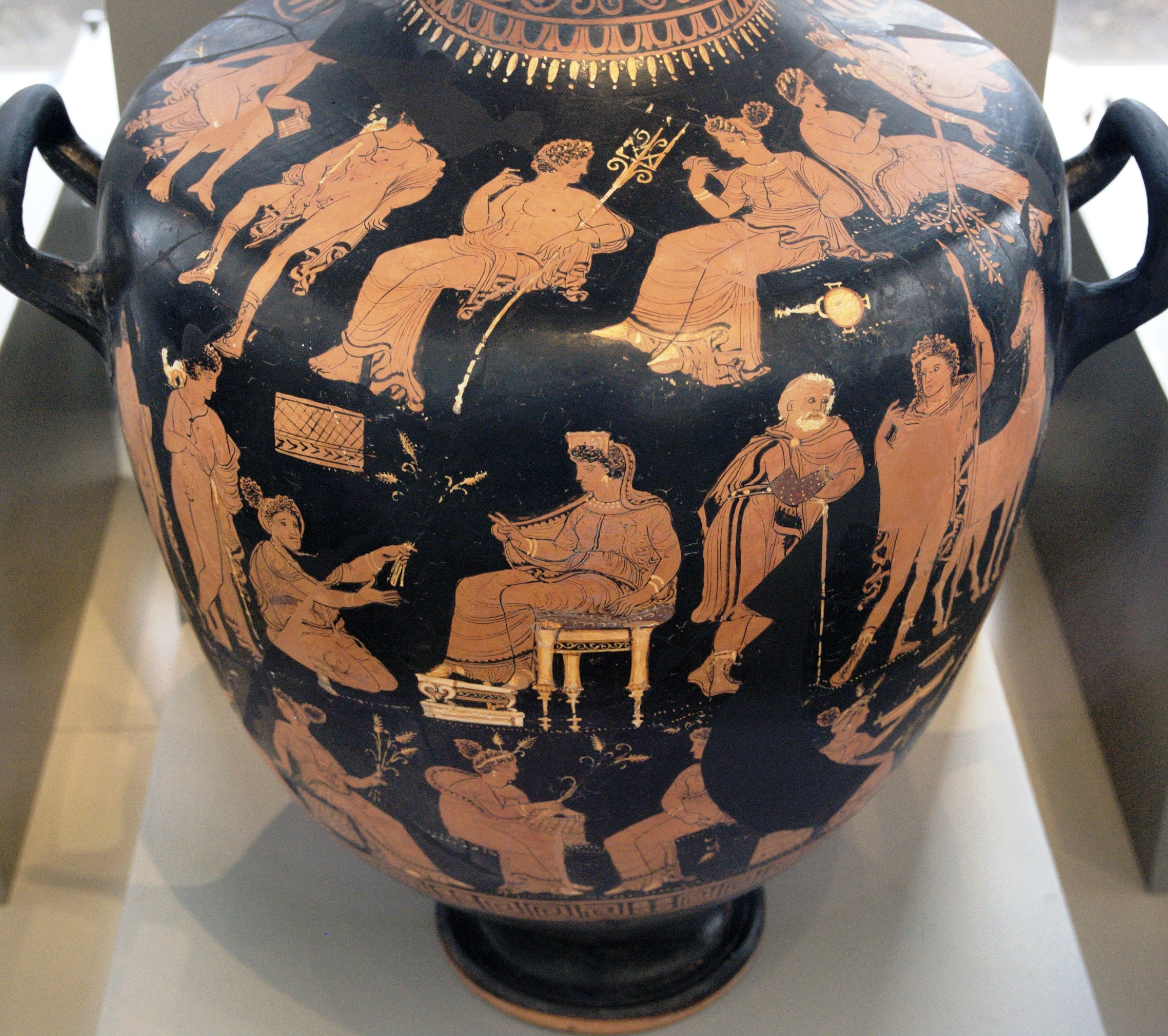
提水罐上的繪圖是由瓦爾雷澤·潘特（約西元前340年）所描繪當時厄琉息斯的情景

古希臘羅馬時代的秘密宗教／神祕宗教（Mystery religions）、神聖的秘儀／神聖的奧秘（sacred mysteries）或直接稱呼他們為秘儀、奧秘、秘密（mysteries），是希臘-羅馬世界宗教中的隱密教派，這些密教的入教流程被保留在相當神聖隱密的啟蒙儀式或秘儀（initiates or mystai）中。他們主要特色在於入教啟蒙以及儀式習俗細節都非常神秘與隱蔽，絕不可能向教外人士透露相關教儀內容。希臘羅馬古典時代最著名的秘密宗教是厄琉息斯秘儀，該教派在歷史上的年代追溯可能比黑暗時代還要早。秘密宗教是在古典時代晚期興盛起來；像眾所周知的背教者尤利安在西元4世紀中期加入三種不同秘密宗教教派——其中最著名的就是他也是密特拉教徒。由於這種教派的秘密性質，加上在古典時代晚期的秘密宗教從西元4世紀開始受到了由基督教羅馬帝國方面對異教徒的迫害之緣故，今日人們對於這些密教活動、習俗之了解都是來自於他人間接描述、保存至今肖像（畫像或者雕像）以及跨文化研究中取得的資料。“因為這項保密因素，我們對於各種秘密宗教信仰的信念、信條以及習俗都是不了解的。我們知道他們彼此有著相似之處（Because of this element of secrecy, we are ill-informed as to the beliefs and practices of the various mystery faiths. We know that they had a general likeness to one another）”:50f。
殉教者游斯丁在西元2世紀時明確認定他們對於真正信仰而言，屬於“惡魔假冒（demonic imitations）”的宗教，指出“惡魔們會模仿摩西所說的話，並斷言普洛塞庇娜乃朱庇特的女兒，還鼓動人們以戈莱的名義樹立祂的神像（the devils, in imitation of what was said by Moses, asserted that Proserpina/Proserpine was the daughter of Jupiter, and instigated the people to set up an image of her under the name of Kore）”（《第一護教辭》）。貫穿整個西元1世紀到西元4世紀的這段歷史，基督教徒處在與秘密宗教信徒彼此間直接競爭狀態下，就此一方面而言“秘密宗教教派也是非猶太宗教觀之下接受基督教教義的一個內在因素（mystery schools too were an intrinsic element of the non-Jewish horizon of the reception of the Christian message）”。他們也是“基督教初始發展階段中文化融合過程所融攝的對象（embraced by the process of the inculturation of Christianity in its initial phase）”，並且秘密教派做出“他們自己對於這個歷史進程的貢獻（their own contribution to this process）”:152。在克勞克（Klauck）和麥克尼爾（McNeil）的看法上，“基督教聖事的教義，以我們所知的形式，沒有這種互相影響就不會出現；而且基督論也明白如何‘接受’神話般的遺產，淨化它並提升它（the Christian doctrine of the sacraments, in the form in which we know it, would not have arisen without this interaction; and Christology too understood how to 'take up' the mythical inheritance, purifying it and elevating it）”:152。

## 定義
英文的“Mystery”一詞乃派生於拉丁文的 mysterium，是來自希臘文的mysterion（複數形態通常作為mysteria μυστήρια），在這種語境下其英譯意思即為“secret rite or doctrine”；中譯為“秘密儀式或教義”。若一個人他遵循這樣一個“Mystery（秘密儀式）”即為一位mystes（=on initiated，受传者；音譯為密斯提斯），“一位通過儀式被接納入教的人（one who has been initiated）”，來自myein英譯為“to close, shut”；中譯為“封閉，關閉”，提到保密（關閉著“眼睛和嘴巴〔the eyes and mouth〕”）:56或者只允許入教者／同修觀察和參加的儀式。因此秘密宗教其教派於他們之中的所有宗教活動對教外人士是不公開的，並且有關於秘密宗教的內部運作，希臘羅馬每個秘密教派對普羅大眾的態度都是維持絕對保密的方式，也就是說想透過歷史資料與紀錄來研究秘密宗教是絕對找不到其真正面貌。

## 特徵
秘密宗教形成了希臘化時代的宗教三種類型之一，其他信仰則是君主崇拜，要不就是一個民族或國家特有的民族宗教，以及諸如新柏拉圖主義等哲學宗教。這也反映在瓦羅“神學”的三方分裂中，即在公民神學（關於國家宗教及其對社會的穩定作用）、自然神學（關於神聖本質的哲學思辨），以及神話神學（關於神話與儀式）之中。
秘密宗教也因此對於公民宗教而言是補充的作用而非與之競爭。在該時代一個人可以很容易地觀察到國家宗教的儀式，成為一個或多個祕密宗教的入教者／啟蒙者（initiate），並同時堅持某個哲學學派的思想。:99與民間公民宗教的公共儀式相對比之下，公民宗教是期待著社會的每一個成員都能參與其中，在希臘羅馬多神教中，秘密宗教是可以自行要不要成為入教者。公共宗教（public religion）的許多方面，如祭祀、聖餐儀式／聖餐禮（ritual meals），以及净化仪式／净化礼（ritual purification），都會在這秘密宗教中重複地出現，但是附加的條件是他們舉行的地點相當隱密並且僅限於一群保密、非公開的入教者:86在早期基督徒遭受到迫害下這是很重要的背景。究其緣由乃是羅馬皇帝制度肇建之後，蓋因當時君主崇拜信念之下，羅馬皇帝要求人民對其進行膜拜，但皈依基督教後的教徒只能侍奉唯一上帝，並且基督徒對於當時的羅馬祭典活動是不參與，而受到了當時羅馬人的側目，甚至認為會對羅馬社會秩序與政治地位造成顛覆，所以早期基督教徒遭受羅馬當局迫害並非基於其信條或習俗，當時羅馬政府雖允許各種宗教傳布，但要求供奉皇帝像以作為宗教上的核心，然而在基督徒的信念上是排除了君主崇拜的參與。不過歷史事實卻證明了基督教對西方社會的倫理道德具有莫大的貢獻，並且是提升西方文或的一項重要指標；與之相對比下，帝國的霸權與強勢的君主都會消失在時間洪流中，而具備慈愛、救贖精神的真正信仰卻可以亙古常存。
秘密宗教教派為古代宗教儀式保存提供了一個合宜的小環境，並且有理由認為他們非常保守。像是厄琉息斯秘儀延續了一千多年，但更有可能是接近兩千年，在此期間，公共宗教儀式發生了重大變化，從青銅器時代到早期鐵器時代的宗教、到希臘化文明時代的英雄崇拜，以及再到羅馬時代的君主崇拜，而我們所知道的神秘儀式的性能仍未改變。歐內斯特·威廉·巴恩斯（Ernest William Barnes）寫道，“他們帶有的，在通常情況下，從一個未開化的下層社會走出來。他們特別的執著。位於雅典附近的厄琉息斯秘密宗教持續了一千年；並且有理由相信他們在這麼長的時期內變化不大（They had, more often than not, come up from a barbarous underworld. They were singularly persistent. The mysteries at Eleusis near Athens lasted for a thousand years; and there is reason to believe that they changed little during that long period）”。:51
出於這樣的原因，我們對於希臘久遠的秘密宗教所瞥見的了什麼已經被理解為反映了印歐民族共同宗教的某些古老面貌，與印度－伊朗宗教相似。古代希臘羅馬的秘密宗教教派包括了厄琉息斯秘儀、狄俄倪索斯秘儀，以及俄耳甫斯秘儀。羅馬人名義上從其他文化中所接納、相信許多神靈中的幾尊神祇也在秘密宗教中被供奉膜拜著，譬如，埃及的神明伊西斯女神、源自波斯密特拉密教的密特拉斯、色雷斯／弗里吉亞（Thracian/Phrygian）的薩巴茲烏斯，以及弗里吉亞的庫柏勒。:21

## 後來的影響
古代秘密宗教教派探討是十九世紀與二十世紀初德國和法國上古時代歷史學者最喜愛的研究主題。希臘羅馬密教這些文獻在十九世紀後期對歐洲文化產生了巨大的影響。瑞士心理學家、精神科醫師，分析心理學的創始者卡爾·古斯塔夫·榮格變從這些文獻中借用隱喻來重新構建他的學術理論，並且以此基礎來充實他發起的超凡魅力運動（the charismatic movement）。

## 秘密宗教教派列表
| - 阿卡迪亞德斯皮娜崇拜 - 阿提斯崇拜 - 庫柏勒崇拜 - 伊西斯秘儀 - 特羅豐尼烏斯崇拜 - 狄俄倪索斯秘儀 | - 厄琉息斯秘儀 - 密特拉密教 - 俄耳甫斯秘儀 - 薩巴茲烏斯 - 薩莫色雷斯島秘儀 - 塞拉比斯 |

## 延伸閱讀
- Alvar, Jaime. Romanising Oriental Gods: Myth, Salvation, and Ethics in the Cults of Cybele, Isis, and Mithras (Leiden, 2008).
- Aneziri, Sophia. Die Vereine der Dionysischen Techniten im Kontext der hellenistischen Gesellschaft (Stuttgart, 2003).
- Bowden, Hugh. Mystery Cults of the Ancient World (Princeton, Princeton UP, 2010).
- Bremmer, Jan N. Initiation into the Mysteries of the Ancient World (Berlin, 2014).
- Walter Burkert（英语：Burkert, Walter） (1987), Ancient Mystery Cults, Cambridge, Massachusetts
- Casadio, Giovanni Casadio and Johnston, Patricia A. (eds), Mystic Cults in Magna Graecia (Austin, TX, University of Texas Press, 2009).
- Farnell, Lewis Richard (1911). "Mystery". In Chisholm, Hugh. Encyclopædia Britannica. 19 (11th ed.). Cambridge University Press. pp. 117–123.
- Cosmopoulos, Michael B. (ed), Greek Mysteries: the archaeology and ritual of ancient Greek secret cults (London, Routledge, 2003).
- Delneri, Francesca, I culti misterici stranieri nei frammenti della commedia attica antica (Bologna, Patron Editore, 2006) (Eikasmos, Studi, 13).
- Dodds, Eric R. (1968), The Greeks and the Irrational, Berkeley: UC Press
- Frazer, James G. (1957), The Golden Bough: A Study in Magic and Religion, London: Macmillan
- Kirk, Geoffrey S. (1970), Myth: Its Meaning and Function in Ancient and Other Cultures, Cambridge: Cambridge UP
- Le Guen, Brigitte. Les Associations de Technites dionysiaques à l'époque hellénistique, 2 vol. (Nancy, 2001).
- Meyer, W. M. (1987), The Ancient Mysteries: A Sourcebook. Sacred Texts of the Mystery Religions of the Ancient Mediterranean World, San Francisco
- Virgili, Antonio（義大利語：Antonio Virgili）, Culti misterici ed orientali a Pompei (Roma, Gangemi, 2008).
- Willoughby, H. R. (1929), Pagan Regeneration: Study of Mystery Initiations in the Graeco-Roman World, Chicago

## 外部連結
- 维基共享资源上的相關多媒體資源：希臘羅馬密教